# Lionsgate Television
Lionsgate Television est une société canadienne de production télévisuelle, filiale de Lions Gate Entertainment.

## Historique
La société est créée en 1997 en même temps que Lions Gate Film. En 1998, elle acquiert la société Termite Art Productions, productrice de documentaires, avant de la revendre en 2004 et qu'elle soit rebaptisée Creative Differences.

## Productions

### Séries télévisées
- 1996-1997 : The Wubbulous World of Dr. Seuss (seulement distributeur de la série)
- 2000 : Le Secret du vol 353
- 2000-2002 : The Hoobs
- 2003-2006 : Missing : Disparus sans laisser de trace (1-800-Missing Missing)
- 2004 : 5 jours pour survivre (5ive Days to Midnight) (mini-série)
- 2005-2008 : Wildfire
- 2005-2012 : Weeds
- 2006 : Lovespring International
- 2006 : The Lost Room
- 2006 : I Pity the Fool
- 2006-2007 : Dead Zone (The Dead Zone)  (seulement les 2 dernières saisons)
- 2006-2012 : Tyler Perry's House of Payne
- 2007 : Hidden Palms : Enfer au paradis (Hidden Palms)
- 2007 : Dresden, enquêtes parallèles (The Dresden Files)
- 2007-2015 : Mad Men
- 2008-2009 : Fear Itself
- 2008-2010 : Crash
- 2008-2013 : Speed Racer: The Next Generation (également distributeur)
- 2009-2015 : Nurse Jackie
- 2010-2011 : Running Wilde
- 2010-2011 : Detroit 1-8-7
- 2010-2011 : Blue Mountain State
- 2011-2012 : Boss
- 2012-2014 : Anger Management
- 2012-2018 : Nashville
- 2013-2019 : Orange Is the New Black
- 2014-2015 : Chasing Life
- 2014-2015 : Manhattan
- 2015-2018 : The Royals
- 2016-présent : MacGyver
- 2016 : Guilt
- 2018 : The A List
- 2020-présent : Love Life
- 2023 : The Continental : From the World of John Wick
- 2025 : The Studio

### Téléfilms et mini-séries
- 2014 : Rosemary's Baby
- 2017 : Dirty Dancing

### Émission de télé-réalité
- 2008-2011 : Paris Hilton : une amie pour la vie ? (Paris Hilton's My New BFF)